# Льямасарес, Гаспар
Гаспа́р Льямаса́рес Три́го (исп. Gaspar Llamazares Trigo; род. 28 ноября 1957, Логроньо) — испанский политик, лидер коалиции «Объединённые левые» с 2001 по 2008 годы.

## Биография
Родился 28 ноября 1957 года в Логроньо. Учился на медицинском факультете Мадридского автономного университета и в Университете Овьедо (исп. Universidad de Oviedo). В 1985 году стал профессором на кафедре медицины в Университете Сантьяго-де-Компостела.

## Политическая деятельность
Вступил в Коммунистическую партию Испании в 1981 году. На съезде «Объединённых левых», проходившем 28-29 октября 2000 года, Льямасарес был избран новым лидером коалиции. В ходе голосования он набрал 42,59 % голосов, а его соперник Франсиско Фрутос — 39,38 %.
Был переизбран на второй срок 13 ноября 2004 года. Льямасарес получил 62,5 % голосов, тогда как его соперник Марга Санц только 37,5 %.

## Инцидент с изображением бен Ладена

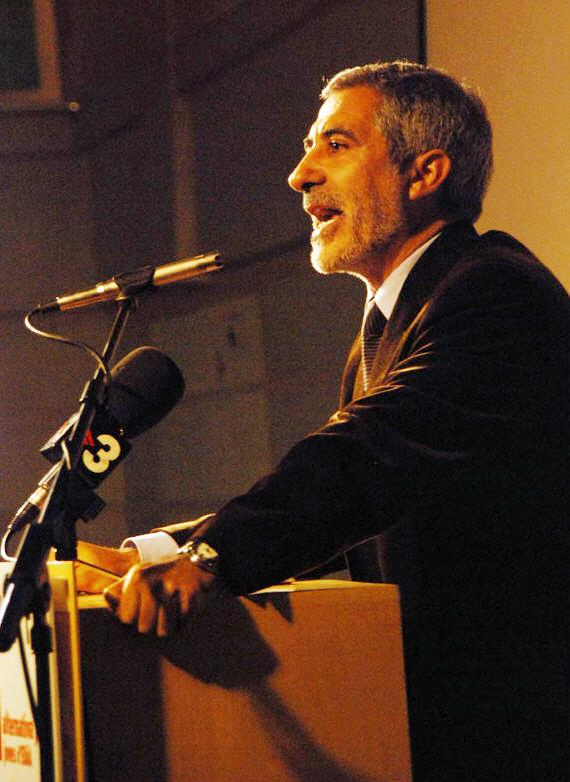
Льямасарес выступает с речью в Барселоне, 2007 год.

В 2010 году фотография Льямасареса, обработанная в графическом редакторе, без его ведома была использована ФБР для воссоздания предлагаемого облика постаревшего бен Ладена. Изображение было опубликовано на
сайте государственного департамента США. Оно было подписано именем бен Ладена. За человека, изображённого на фотографии была предложена награда в 25 миллионов долларов. После жалобы Льямасареса изображение было удалено, представитель посольства США Уилл Остик принёс свои извинения. В 2011 году фотография снова появилась на сайте.
ФБР заявило, что нет никакой связи между тем, что для воссоздания облика бен Ладена было использовано изображение именно Льямасареса и тем, что его политическая сила — «Объединенные левые» — активно протестовала против войны в Ираке.

## Взгляды
Льямасарес выступал против ратификации Испанией конституции Европейского союза, так как это по его мнению, «сдача национального суверенитета Брюсселю». В 2004 году, как и многие другие испанцы, отказался присутствовать на параде в честь Дня испанской нации, так как в нём должны были принять участие бывшие ветераны Голубой дивизии. Сторонник государственного контроля за доходами и расходами короля Испании Хуана Карлоса Первого.